# 都城ラジオ中継局
都城ラジオ中継局（みやこのじょうラジオちゅうけいきょく）は、宮崎県都城市に置かれている、ラジオ中継局。なお、正式な中継局名は、NHKが「都城ラジオ中継放送所」。MRTは「都城ラジオ送信所」だが、本項目では、利便上｢都城ラジオ中継局｣として記載する。

## 放送区域
本中継局は、宮崎県都城市を中心に電波を発信している。

## 施設概要
| 放送局名         | コールサイン | 周波数  | 空中線電力 | 放送対象地域 | 放送区域内世帯数 |
| ---------------- | ------------ | ------- | ---------- | ------------ | ---------------- |
| NHK宮崎ラジオ第1 | 無し         | 1161kHz | 100W       | 宮崎県       | -世帯            |
| NHK宮崎ラジオ第2 | 無し         | 1359kHz | 100W       | 全国         | -世帯            |
| mrt宮崎放送      | 無し         | 936kHz  | 100W       | 宮崎県       | -世帯            |

### コールサインに関する補足
- かつてNHK宮崎ラジオ第1には「JOMQ」が割り当てられてたが、現在は廃止されている。
- 同様に、MRTには、「JONM」が割り当てられていたが、現在は廃止されている。現在は、1973年に開局した、奈良テレビ放送に再付与された。

## 所在地
- NHK：宮崎県都城市都北町字東原1934　都城市立沖水中学校 東
- MRT：宮崎県都城市都北町字東原5438-15　住友ゴム工業宮崎工場 西

## 周辺施設
- 宮崎自動車道 都城IC
- 道の駅都城NiQLL
- ユースホステル都城